# 정두경
정두경(鄭斗卿, 1597년 3월 28일(음력 2월 11일)~1673년 7월 18일(음력 6월 5일))은 조선 중기의 문인·시인·학자이다. 본관은 온양이며 호는 동명(東溟)이다. 이조판서·대제학에 추증되었다. 정렴·정작 형제의 종증손이자 정뇌경의 6촌 형이다.

## 가족 관계
- 종증조부 염(𥖝: 1506년 3월 28일(음력 3월 4일)~1549년 8월 8일(음력 7월 16일)[3]·작(碏: 1533년 7월 12일(음력 6월 21일)~1603년 8월 26일(음력 7월 20일)[4])은 모두 시인으로 이름이 났다.
- 증조부 담.
- 할아버지 지승(之升).
- 아버지는 호조좌랑을 지낸 회(晦).
- 어머니는 광주정씨(光州鄭氏)로 사헌부장령 이주(以周)의 딸이다.

## 저서
- 《동명집(東溟集)》

## 참고 문헌
- 한국역대인물종합정보시스템[깨진 링크(과거 내용 찾기)]